# Cheix
Cheix é uma comuna francesa na região administrativa de Auvérnia-Ródano-Alpes, no departamento Puy-de-Dôme. Estende-se por uma área de 4,62 km². Em 2010 a comuna tinha 684 habitantes (densidade: 148,1 hab./km²).